# Jarosław Januszewicz
Jarosław Januszewicz (ur. 1973) – współczesny polski kompozytor muzyki filmowej i teatralnej, multiinstrumentalista: basista, gitarzysta, harmonijkarz, pianista, lirnik, aranżer, producent oraz aktor. Członek grupy teatralno-muzycznej Mumio, zespołu Natanael oraz wielu innych. Absolwent Wydziału Radia i Telewizji im. Krzysztofa Kieślowskiego Uniwersytetu Śląskiego w Katowicach.

## Kompozycje
- 2006 Hi Way reż. Jacek Borusiński – Opus Film, Telewizja Polska – z Dariuszem Basińskim -film fabularny
- 2007 Latarnik reż. Mateusz Rakowicz – film krótkometrażowy
- 2008 Eve reż. Krzysztof Pietroszek – Kanada/Polska – film krótkometrażowy
- 2009 Plan reż. Sławomir Pstrong – On Production, Silesia Film – film fabularny
- 2009 Zgorszenie publiczne reż. Maciej Prykowski – Paisa Films, Polski Instytut Sztuki Filmowej, Silesia Film – film fabularny
- 2009 Warszawa do wzięcia reż. Karolina Bielawska, Julia Ruszkiewicz – Eureka Media, Telewizja Polska, PISF – z Tymonem Tymańskim – film dokumentalny, 52 min.
- 2009 Cisza reż. Sławomir Pstrong – TVN – film fabularny

## Realizacje teatralne
- 2000 Mumio – Lutownica ale nie pistoletowa tylko taka kolba – Teatr Epty-a – współtwórca spektaklu
- 2021 Mumio - Welcome Home Boys -  współautor  scenariusza

## Dyskografia
- 2003 Acoustic Travel – Acoustic Travel – gitara basowa bezprogowa
- 2006 Hi Way – Soundtrack – EMI – kompozytor, wykonanie muzyki
- 2007 Cocotier – Ulica – gitara basowa i efekty akustyczne w Gipsy summer
- 2007 Perły i Łotry Shanghaju – Szantypody – gitara basowa w Tanti Erimus (Whisky Nancy Shanty Orthodox Skip It Mix)
- 2008 Natanael – Cztery piosenki – gitara basowa, (inst.klawiszowe), realizacja nagrań, miks i produkcja
- 2009 Ziggie Piggie – gościnnie na inst. klawiszowych w piosence I love You (feat. Robert Brylewski)
- 2010 Natanael – Tak ma być – LUNA MUSIC – gitara basowa
- 2016 Bobbie Sent Us  - Glaswegian Spagetti - Jaro Production, Glasgow 2016 - gitara

## Wideografia
- 2004 Mumio – Kabaret Mumio – w dodatkach Ścinki z trasy
- 2006 Hi Way – kompozytor, wykonanie muzyki (z Dariuszem Basińskim)
- 2008 Mumio – Lutownica ale nie pistoletowa tylko taka kolba – współtwórca spektaklu (w postprodukcji)

## Nagrody i wyróżnienia
- 2001 Nagroda im. Leona Schillera – z Mumio, Związek Artystów Scen Polskich
- 2007 Grand Prix Music Vena Festival – z zespołem Natanael

## Reklama
- 2007–2008 udział w serii filmów reklamowych sieci Plus GSM